# 18 Robinson
O edifício visto em 2018
O 18 Robinson, também conhecido como Torre Robinson (em inglês:  Robinson Tower), é um arranha-céu em Singapura. O prédio é ocupado por lojas e escritórios e tem 28 andares, atingindo uma altura de 180 metros. Foi construído para a Tuan Sing Holdings, sendo projetado pela Kohn Pedersen Fox, associados com a firma local A61. Foi proposto em 2013, sua construção começou em 2015, e foi concluído em 2018.
O lote em que o edifício se localiza, com formato triangular, é responsável pelo formato peculiar do prédio. Além disso, o local do arranha-céu era anteriormente uma área verde, o que obrigou os arquitetos a incluírem espaços verdes públicos no projeto, nos termos de uma lei do país que busca promover o urbanismo sustentável. O prédio consiste de duas partes, a inferior é ocupada por espaços comerciais, enquanto que a superior é ocupada por escritórios. As seções são separadas por um terraço coberto de plantas.